# دیوارهای چلسی
دیوارهای چلسی (به انگلیسی: Chelsea Walls) فیلمی مستقل به کارگردانی ایتن هاک و پخش از شرکت لاینزگیت محصول سال ۲۰۰۲ است.
کریس کریستوفرسون، اوما تورمن، ناتاشا ریچاردسون، بیانکا هانتر و رزاریو داوسون از جمله بازیگران دیوارهای چلسی هستند و موسیقی فیلم ساختهٔ جف توئیدی از گروه آلترنتیو راک ویلکو است. داستان فیلم در منطقهٔ تاریخی هتل چلسی در نیویورک رخ می‌دهد.